# Lew Soloff
Lew Soloff (teljes nevén Lewis Michael Soloff, Lewis Michael Soloff (Лев Соловейчик) Brooklyn, New York, 1944. február 20. – New York City, 2015. március 8.) amerikai jazztrombitás, zeneszerző és színész.

## Életpályája
Soloff a New York-i Brooklynban született. Trombitatanulmányait az Eastman School of Music-ban és a Juilliard School-ban végezte.
1968-tól 1973-ig dolgozott a Blood, Sweat & Tears együttessel. Pályafutása során együtt játszott Machitóval, Gil Evans-szel, Kenny Kirkland-del, Tony Scott-tal, Maynard Fergusonnal és Tito Puente-vel.
Szívrohamban halt meg New Yorkban.

## Diszkográfiája

### Együttes vezetőjeként
- Air on a G String, 2003 – Larry Willis (piano), Francois Moutin (bass), Victor Lewis (drums)
- Rainbow Mountain, 2000 – Lou Marini (saxophones, flute), Joe Beck (guitar), Mark Egan (bass), Danny Gottlieb (drums). Also with special guests: Delmar Brown (synthesizers, vocal), Hiram Bullock (guitar), Will Lee (bass), Jeff "Tain" Watts (drums), Miles Evans (trumpet), Paul Shaffer (Hammond B-3 organ)
- With a Song In My Heart, 1999 Rob Mounsey (arranger), Victor Lewis (drums), Emily Mitchell Soloff (harp), Mulgrew Miller (piano), George Mraz (bass)
- Little Wing, 1991 – Ray Anderson (trombone), Gil Goldstein (piano, synthesizers, accordion), Pete Levin (organ, synthesizers, vocoder), Mark Egan (bass), Kenwood Dennard (drums), Manolo Badrena (percussion). Produced by Steve Swallow
- My Romance, 1989 – Mark Egan (bass), Janis Siegel (vocal), Danny Gottlieb (drums), Pete Levin (synthesizers), Airto Moreira (percussion), Gil Goldstein (piano, synthesizers), Emily Michell Soloff (harp)
- Speak Low, 1987 – Kenny Kirkland (piano), Richard Davis (bass), Elvin Jones (drums)
- Yesterdays, 1986 -Mike Stern (guitar), Charnett Moffett (bass), Elvin Jones (drums)
- Hanalei Bay, 1985 Gil Evans (electric piano), Pete Levin (synthesizer), Hiram Bullock (guitar), Adam Nussbaum (drums), Mark Egan (bass), Manolo Badrena (percussion)

### Közreműködőként
Franco Ambrosettivel
- Tentets (Enja, 1985)

 Ray Andersonnal
- Big Band Record (Gramavision, 1994) with the George Gruntz Concert Jazz Band
- Don't Mow Your Lawn (Enja, 1994)

 George Bensonnal
- Tell It Like It Is (A&M/CTI, 1969)
- Big Boss Band (Warner Bros., 1990)

 Carla Bley-jel
- Fleur Carnivore (Watt, 1989)
- The Very Big Carla Bley Band (Watt, 1990)
- Big Band Theory, 1993
- The Carla Bley Big Band Goes to Church (Watt, 1996)
- 4 x 4 (Watt, 1999)
- Looking for America (Watt, 2003)

 A Blood, Sweat & Tears együttessel
- Blood, Sweat & Tears, 1969 Grammy Award for Album of the Year
- Blood, Sweat & Tears 3, 1970
- Blood, Sweat & Tears 4, 1971
- New Blood, 1972
- No Sweat, 1973

 Hank Crawforddal
- Night Beat (Milestone, 1989)
- Groove Master (Milestone, 1990)

 Gil Evans-szel
- The Gil Evans Orchestra Plays the Music of Jimi Hendrix (RCA, 1974)
- There Comes a Time (RCA, 1975)
- Parabola (Horo, 1979)
- Gil Evans Live at the Royal Festival Hall London 1978 (RCA, 1979)
- Live at the Public Theater (New York 1980) (Trio, 1981)
- Live at Sweet Basil (Gramavision, 1984 [1986])
- Live at Sweet Basil Vol. 2 (Gramavision, 1984 [1987])
- Bud and Bird (Electric Bird/King, 1986 [1987])
- Farewell (Evidence, 1986 [1992])
- Live At Umbria Jazz Vol. 1 & 2, 2001

 Maynard Fergusonnal
- Ridin' High (Enterprise, 1967)

 Ricky Forddal
- Hot Brass (Candid, 1991)

 Michael Franksszel
- Tiger in the Rain (Warner Bros., 1979)
- Objects of Desire (Warner Bros., 1982)
- The Camera Never Lies (Warner Bros., 1987)

 Dizzy Gillespie-vel
- Cornucopia (Solid State, 1969)

Jimmy Heath-szel
- Little Man Big Band (Verve, 1992)

 O'Donel Levy-vel
- Simba (Groove Merchant, 1974)
- Everything I Do Gonna Be Funky (Groove Merchant, 1974)
- Windows (Groove Merchant, 1976)

 Herbie Mann-nel
- Brazil: Once Again (Atlantic, 1977)

 Helen Merrill-lel
- Brownie: Homage to Clifford Brown (Verve, 1994)

 Tisziji Muñozzal
- The Paradox of Completion (Anami Music, 2015)

 Bobby Previte-tel
- The 23 Constellations of Joan Miró (Tzadik Records, 2002)

 A Dakota Statonnel
- I Want a Country Man (Groove Merchant, 1973)

 Jeremy Steiggel
- Firefly (CTI, 1977)

 Sonny Stitt-tel'
- Stomp Off Let's Go (Flying Dutchman, 1976)

 Stanley Turrentine-nel
- The Man with the Sad Face (Fantasy, 1976)
- Nightwings (Fantasy, 1977)

Másokkal
- Lincoln Center Jazz Orchestra, A Love Supreme, 2005
- Cold Feet, Cold Feet plays Jazz Feet, 2003
- Bob Belden, Black Dahlia, 2001
- Aretha Franklin, Aretha, 1980
- Manhattan Jazz Quintet, I Got Rhythm, 2001
- Teo Macero, Impressions of Miles Davis, 2001
- Ray Anderson, Don't Mow Your Lawn, 1999
- Trumpet Legacy – Various Artists featuring Lew Soloff, Nicholas Payton, Tom Harrell and Eddie Henderson, 1998
- Giovanni Hidalgo, Time Shifter, 1996
- Rob Mounsey's Flying Monkey Orchestra, Mango Theory, 1995
- Flying Monkey Orchestra, Back In The Pool, 1995
- Various Artists, Jazz At Lincoln Center – They Came to Swing, 1994
- Frankie Valli, Closeup, 1975
- Ray Anderson's Pocket Brass, Where Home Is, 1994
- Giovanni Hidalgo, Worldwide, 1993
- Daniel Schnyder, Mythology, 1992
- Marlena Shaw, Take a Bite, 1979
- Chaka Khan, What Cha' Gonna Do for Me, 1981 (Lou Soloff néven)
- Manhattan Jazz Quintet, Manteca, 1992
- Charlie Musselwhite, Signature, 1991
- Teresa Brewer, Memories of Louis, 1991
- Marianne Faithfull, Blazing Away 1990
- Joss Stone, Colour Me Free!, 2009
- Danny Gottlieb, Whirlwind, 1989
- Hilton Ruiz, Strut, 1988
- Hilton Ruiz, Something Grand, 1986
- Tramaine Hawkins, In the Morning Time, 1985
- Frank Sinatra, L.A. Is My Lady, 1984
- Electronic Sonata for Souls Loved by Nature (1980) George Russell-lel
- Sinéad O'Connor, Am I Not Your Girl?, 1992
- Grant Green, Easy, 1978
- Various Artists, The Atlantic Family Live in Montreaux, 1977
- Barry Miles, Barry Miles, 1970
- Art Garfunkel, Scissors Cut, 1981
- Paul Simon, Graceland, 1986
- Joe Beck, Back to Beck, 1988
- Fred Lipsius, Better Believe It [6] MJA Records 1996
- Betty Carter, The Music Never Stops, 2019